# Дёттесфельд
Дёттесфельд (нем. Döttesfeld) — община в Германии, в земле Рейнланд-Пфальц. 
Входит в состав района Нойвид. Подчиняется управлению Пудербах.  Население составляет 661 человек (на 31 декабря 2010 года). Занимает площадь 5,85 км².